# Reintje Venema
Reintje Venema (Rotterdam, 3 januari 1922 - Blaricum, 27 oktober 2014) was een Nederlands tekenares en illustratrice van vele kinder- en jeugdboeken.
Venema kreeg haar opleiding aan de Academie voor Beeldende Kunsten te Rotterdam. Zij gebruikte regelmatig de technieken: aquarelleren en pentekeningen.
Zij was getrouwd met kinderboekenschrijver en televisieregisseur Henk Barnard voor wie zij vele boeken van illustraties en omslagen voorzag. Daarnaast illustreerde zij ook vele (kinder)boeken van andere auteurs.
 
Zij bleef elf jaar weduwe nadat haar man in 2003 overleed.

## Werk (kleine selectie)
Illustraties bij boeken van Henk Barnard
- Het verhaal : bijbel voor de jeugd ; Nieuwe Testament 1
- Het verhaal : bijbel voor de jeugd ; Nieuwe Testament 2
- Kon hesi baka Kom gauw terug
- De Marokkaan en de kat van tante Da
- De school in de buurt
- De vondst
- Het hoofdpijnmysterie
- Okketok en andere verhalen
- Hier ben ik dan...
- Laatste nacht in Jeque
- Slacht me niet zei de kip
- Hier wonen goedgeefse mensen en andere verhalen

Illustraties bij boeken van onder andere Nannie Kuiper en Anke de Graaf
- Nog even zwaaien
- Dag hobbelpaard
- Speeltuin
- Zo kan het ook
- Dag dag allemaal
- Avontuur in het Donkere Bomenbos
- De vlucht van de witte wolf
- De bende van Barbra
- Die man daar is mijn vader
- Doortje en de orgelman

- Biblioteca Nacional de España: XX1721862
- Digitale Bibliotheek voor de Nederlandse Letteren: vene017
- Gemeinsame Normdatei: 1251442102
- International Standard Name Identifier: 0000 0000 5945 6134
- Library of Congress Control Number: n78004385
- Nederlandse Thesaurus van Auteursnamen: 069064938
- RKD-Nederlands Instituut voor Kunstgeschiedenis: 95149
- Système universitaire de documentation: 193587505
- Virtual International Authority File: 70180218
- WorldCat: E39PBJd86PYHQdRmHWrq38mPQq